# ماسايوشي هيرانو
ماسايوشي هيرانو (باليابانية: 平野 雅義) (مواليد 2 أغسطس 1968)، هو لاعب كرة قدم سابق كان يلعب كلاعب وسط.